# Nasikabatrachus bhupathi
El Nasikabatrachus bhupathi es una especie de anfibio anuro que habita en el subcontinente indio en el sur de las Ghats occidentales en el estado de Tamil Nadu poblando las laderas orientales de las montañas. Describió por primera vez en el año 2017 la especie es el taxón hermano de Nasikabatrachus sahyadrensis. Estos dos taxones forman el único género de la familia monotípica de Nasikabatrachidae que es el taxón hermano a la familia Sooglossidae de las islas Seychelles. 

## Descripción
La Rana es de tamaño moderadamente grande, los masculinos miden entre 4,5 y 4,8 cm de longitud. Debido a que se encontró dimorfismo sexual en la especie hermano, se espera que las hembras de N. bhupathi sean aproximadamente un tercio más grandes que los machos. 
Tiene una cabeza pequeña y triangular y un cuerpo oval abultado. Hay un anillo de piel azul alrededor de los ojos pequeños. La rana utiliza sus cortas y musculosas extremidades para gatear, no puede saltar. La piel suave y brillante es de color marrón a marrón oscuro, parcialmente veteada. El vientre es de color blanco cremoso.
Los renacuajos son marrones y jaspeados en la parte superior y el vientre es de color blanco cremoso. La cola mide dos tercios de la longitud total.

## Hábitat y Distribución
Las ranas viven en el suroeste de la India, en las laderas de los Ghats occidentales, en el lado oriental de las montañas. Los Ghats occidentales forman la frontera entre los estados de Kerala y Tamil Nadu. El área de distribución conocida se encuentra en las estribaciones orientales de las Montañas Cardamomo en Tamil Nadu.
El hábitat está bajo de la influencia del monzón del sur de Asia. Las laderas orientales de los ghats occidentales están en la sombra de la lluvia y hay lluvias esporádicas solo durante unos tres o cuatro meses de octubre a enero anualmente cuando el monzón retroceda. La especie habita en áreas de 200 metros de altitud. Las ranas viven en bosques secundarios y cavan madrigueras en el suelo donde viven todo el año. La especie es endémica. 

## Reproducción
Por la mayor parte del año N. bhupathy vive escondida en el suelo. Sólo viene al superficie tres o cuatro horas por día para reproducirse durante un período de dos semanas al principio del monzón. Esta forma de vida oculta puede ser la razón por la que permaneció oculta a los zoólogos por tanto tiempo. Se alimenta de termitas bajo tierra. 
Con la llegada de las lluvias monzónicas en octubre comienza el cortejo de las ranas. Los renacuajos de esta especie se han adaptado a arroyos acuíferos estacionales de corriente rápida con cascadas. Se alimentan de algas que crecen en las rocas. Se sujetan con la boca, que tiene forma de fuerte ventosa. El desarrollo hasta la metamorfosis tarda unos 120 días. Morfológicamente, los renacuajos de los dos taxones hermanos son indistinguibles.

## Causas de disminución
La Lista Roja de la UICN de las especies en peligro de extinción dice que las amenazas principales para este taxón son la extracción de agua para uso doméstico y agrícola y la contaminación por la agricultura (pesticidas).
La clase por la UICN es en peligro crítico "CR" desde 2021, es decir, amenazada con la extinción. Es la clase de mayor riesgo de especies salvajes.
Además, los renacuajos son recolectados por la población local y se comen como una delicadeza.

## Sistemática y taxonomía
Según estudios genéticos, las dos especies hermanas se separaron de las otras especies de ranas hace unos 100 millones de años. Hasta ese período, las Seychelles, el Subcontinente Indio y Madagascar todavía formaban una masa continental conjunta. Las dos especies actuales representan las únicas de la familia Nasikabatrachidae. Se supone que la división en dos especies hermanas es produjo bajo de la influencia del monzón.
La familia más cercana es la de las ranas de Seychelles (Sooglossidae), cuyos miembros se encuentran en dos de las islas. Sin embargo, algunos autores ubican a Nasikabatrachus directamente en la familia Sooglossidae y no lo reconocen como una familia separado.

## Nombre
El nombre científico de la especie, Nasikabatrachus, deriva de la palabra sánscrita nasika para la nariz y la palabra griega Batrachus para la rana. 
Como segunda parte del nombre científico, bhupathi, se  eligió el nombre del herpetólogo Dr. Subramanian Bhupathy que murió en un accidente en las montañas Agastyamalai en 2014.